# Sant’Elmo erőd
Sant’Elmo a neve egy nápolyi dombnak illetve erődnek, a Szent Márton kolostor közelében. A két épület a város legtöbb pontjáról látható. A nevét az erőd helyén a 10. században épült templom után kapta: Sant'Erasmo, rövidítve Sant'Ermo, majd Sant’Elmo.

## Története
Az erődítmény építése 1329-ben Anjou Róbert idejében kezdődött és 1343-ban fejeződött be. Pedro Alvaro de Toledo spanyol alkirály átépíttette 1537-1546 között. Csillag alaprajzú, hat bástyával. 1647-ben a Masaniello-felkelés során az alkirály ide menekült a felkelők elől. A Sant'Elmo volt a tiszavirág-életű Első Nápolyi Köztársaság jelképe.
Az erődítményt 1980-ban újították fel és nyitották meg kapuit a nagyközönség előtt. Ma a Bruno Molajoli Múzeumnak ad otthont.